# 影木栄貴
影木 栄貴（えいき えいき、1971年〈昭和46年〉12月6日 - ）は、日本の漫画家・イラストレーター・同人作家。本名は内藤 栄子（ないとう えいこ）。東京都出身。
母方の祖父は第74代内閣総理大臣の竹下登、父方の祖父は実業家の内藤用一郎で、弟にBREAKERZのボーカル・DAIGOがおり、女優の北川景子は義妹にあたる。幽木遊貴（金丸信の長男・康信と竹下登の長女との間の娘）はいとこの関係。

## 来歴
中学生時代から趣味で漫画を描き始め、従姉の幽木遊貴の影響から同人誌の世界を知り、共立女子高校を経て共立女子大学（文芸学部仏文学コース）入学後から同人作家として『ジャンプ』系の同人誌活動を開始。大学在学中よりアルバイトをしていた新書館に一旦は社員として入社し、約2年間同社の漫画雑誌編集者をしながら同人誌活動をしていたが、多忙のため漫画の執筆時間が取れなくなったことが苦になり、3年目からは契約社員となりプロ漫画家に転向を目指す。1996年に「運命にKISS」で商業誌デビューし、新書館を正式に退社、以降は漫画家に専念。2022年、一般人男性と結婚。

## 人物
次弟はBREAKERZのボーカル・DAIGO（長弟は一般人）。本名の「栄子」は佐藤栄作や田中角栄を意識して竹下が命名したもの。父は毎日新聞政治部記者を経て、竹下登の秘書を務めた内藤武宣。父の長姉は野見山暁治（画家）の最初の夫人であった。
1993年の衆議院議員選挙では祖父の地元・島根で選挙運動に参加したが、当時の経験から「政治家の妻にはなりたくない」と思い、政治家を志すことはなかった。ガンダムや『週刊少年ジャンプ』が好きになったのは2つ年下の長弟の影響。
『ウィングス』編集者時代には、なるしまゆりや後にコンビを組むつだみきよを、編集長の石川美紀に推挙、新書館の漫画雑誌に彼女らが掲載されるきっかけを作った。その後、つだから届いた同人誌の問い合わせに同封されたファンレターで個人的な繋がりを持つようになるが、実は両者共に互いのファンであった事が発覚。つだとは作品の後書き、同人誌などで親密な交流振りを発信しており、ときに彼女のマネージャーのように振舞うこともある。最近では姉妹と間違えられるほど風貌まで良く似ていると言われている。
マルセル・プルーストの『失われた時を求めて』を読破したこともある。
自画像（自称『代理』）は黒いウサギ。盟友・つだの後書きマンガ（つだは白いクマ）にも登場する。
主に、『ウィングス』（新書館）で活動。
ジャーナリストで作家の猪谷千香は高校時代の同級生で、彼女のブログにある似顔絵は影木の手によるもの。

## エピソード
- 祖父・竹下登の首相在任中、影木ら内藤一家は旧竹下邸に在住していた。竹下本人が当時在住していた邸宅（元佐藤栄作邸）は警備の関係で周辺でのデモが許可されなかったことから、竹下に反発する団体は内藤家前でのデモを行った。前日にデモの主催者が駅前で参加を呼びかけるチラシを影木に竹下の孫娘と知らず渡し「お父さんお母さんにも協力するよう言ってください」と頼まれ「ここ私の家なんですけど」と返した。当時メディアでも竹下に対するバッシングが激化しており、当時高校生だった彼女は「日本中の全ての人が敵に回ったように感じた」と、当時を振り返っている。
- 最初に彼女が竹下の孫であると公になったのは1998年5月7日号の『週刊文春』の記事であった。彼女にとってはこの取材は不本意なものであった（世紀末プライムミニスターの項も参照）が、文春の記者がこの記事を書くために竹下宅に取材に訪れた際、孫の件であると聞くと竹下と妻（影木の祖母）の直子は喜び、普段は受け入れないアポイントメントなしの取材であったにもかかわらず快く取材に応じていた。
- 『機動戦士ガンダムSEED』が好きで、同番組が放送されていた土6はいかなる状況でも見ている（DAIGO曰く「命を震わせて土6を見ている」）。その間は電話も一切受け付けず、うっかり電話したDAIGOは「今かけてくんな。死ね」とまで言われた[7]。
- 東京都青少年の健全な育成に関する条例の改正問題において、自由民主党東京都議会議員の三原將嗣が、2010年12月15日、ブログにて反対意見の「目玉」として「竹下登元首相の孫と称される女性」からの陳情内容を掲載した。同17日、影木はブログにて、自らが「竹下の孫」であると伝えて陳情を行っていたこと、記載内容に自らの意図と異なる部分があることを述べた。ネット上では、陳情の内容を陳情者の許可なく晒したこと、陳情者が一個人に特定できる（影木であると分かる）形であったこと、三原が行ったとしている返答が影木への揶揄であると受け取られるものであったことから、物議を醸すこととなった。三原のブログは炎上、アクセス障害が発生する事態となった[8]。
- 首相の孫ということから、実家に漫画好きとして知られる麻生太郎が訪れた際、彼女の漫画を読んでいたという。もっとも、麻生からは「意味わからない」と言われたらしい。また、麻生とは対談を行ったこともある。
- 祖父の実家である竹下本店には、影木による、祖父・竹下登の似顔絵をラベルにした清酒「出雲誉」もラインナップされていた。

## 作品リスト

### ボーイズラブ作品
- 運命にKISS
- DEAR MY SELF
  - メインキャラクター2人の名前に作者自身の弟2人の名前を使っている。
- 遺言 - 『世紀末プライムミニスター』の外伝。
- Color - 蔵王大志（つだみきよ）との合作。
- WORLD'S END - 『DEAR MY SELF』の続編。
- 恋愛幸福論
- LOVE STAGE!! - 蔵王大志（つだみきよ）との合作漫画（1～7巻）。　※実写映画版の脚本も担当。
- BACK STAGE!! - 蔵王大志＆天野かづきとの合作小説（1～3巻）。
- 恋する絶滅遺伝子Ω - 蔵王大志（つだみきよ）との合作。
- 背中を預けるには 〜#焔魂のイオニア〜 - 構成（原作：小綱実波、漫画：やまねあやの）※連載中止[9]

### 非ボーイズラブ作品
世紀末プライムミニスター
25歳の若き総理大臣に一目惚れされて以来、首相官邸で生活するようになる女子高生の物語。ドラマCDも発売された。
トレイン☆トレイン
代々美形が配属されるという南北沢駅（大学1年の時にアルバイトをしていた小田急電鉄下北沢駅がモデル）の駅員の物語。現在、『月刊ウィングス』にて不定期連載中。ドラマCDも出ており、その際には影木自らDAIGOをキャストとして抜擢した。
つだみきよの作品『プリンセス・プリンセス』とのクロスオーバーが製作されたことがある。
雑草館の住人たち
住人全てが「ワケあり」の漫画家というアパートを舞台とした4コマ漫画。
「エイキエイキのぶっちゃけ隊!!」
エッセイコミック。祖父の竹下登や弟達の逸話、自身のデビューやTV出演時の裏話がつづられている。

### 百合作品
- 春夏秋冬 - 蔵王との合作。
- 恋愛遺伝子XX - 原作およびネームを担当。作画は蔵王。『コミック百合姫』連載。

### その他
- 50婚 影木、おひとり様やめるってよ（2024年5月） - 初のエッセイ作品[10]。

## メディア出演
トリビアの泉を除き、ほとんどがDAIGOとの共演である。
- トリビアの泉 〜素晴らしきムダ知識〜(2005年1月19日)
- 世界バリバリ★バリュー(2007年11月28日）- 「（当時は売り出し中だった）DAIGOをメインにするなら出演します」と条件を付けた。DAIGOがバラエティ番組でブレークするきっかけになった。
- 笑っていいとも!（2009年7月3日） - DAIGOは同日のレギュラーではなかったが、その週のみの企画として参加した。
- クイズ$ミリオネア（2009年9月15日） - 他の家族と共にDAIGOのテレフォンブレーンとして
- 踊る!さんま御殿!!（2009年11月24日、2010年3月9日）
- 魔女たちの22時（2010年7月13日、9月28日）
- 嵐にしやがれ (2019年2月2日) - DAIGOと共にゲストとして出演した。

## アシスタント
- 卯月潤 - ボーイズラブ系漫画家。影木の元ではチーフアシスタントを務める。
- ぢゅん子 - ボーイズラブ系漫画家。代表作『私がモテてどうすんだ』では影木はスペシャルアドバイザーを務める。
- 笹丸ゆうげ - ボーイズラブ系漫画家。